# Олейнюк, Клементий Карпович
Климентий Карпович Олейнюк (1916 — 1944) — участник Великой Отечественной войны, Герой Советского Союза.

## Биография
Родился 25 ноября 1916 года в селе Лисичье Волынской губернии (ныне Славутский район Хмельницкой области) в семье украинских крестьян. Окончил четыре класса в начальной школе села Лисичье.
В 1930 году многодетная семья Олейнюков была раскулачена и насильно выслана в Красноярский край. В Красноярске окончил шофёрские курсы и до начала войны работал водителем Красноярского треста водопроводно-канализационного хозяйства.
25 июня 1941 года был призван в Красную Армию. На фронте с июля 1943 года.
В составе расчёта станкового пулемёта Максима 60-го гвардейского стрелкового полка 20-й гвардейской стрелковой дивизии принимал участие в боевых действиях на Юго-Западном и 3-м Украинском фронтах.
Гвардии младший сержант К. К. Олейнюк отличился при выполнении поставленной командованием 37-й армии 3-го Украинского фронта после взятия города Вознесенска Николаевской области задачи преследовать врага, не давая ему возможности закрепиться на линии Южного Буга.
Утром 25 марта 1944 года К. К. Олейнюк участвовал а атаке советской пехоты, выбившей из укреплений на восточном берегу реки подразделения врага, прикрывавших переправу отступающих частей вермахта.
В ночь на 26 марта 1944 года передовые отряды 20-й гвардейской стрелковой дивизии, на плотах форсировавшие Южный Буг, через проходы в проволочном и минном заграждении скрытно проникли вглубь опорного пункта немцев на западном берегу и ворвались в траншеи, пулемётным и автоматным огнём учичтожив боевое охранение противника, после чего, продвинувшись на несколько сотен метровь вглубь, заняли плацдарм для наступления основных сил. Немцы неоднократно пытались ликвидировать плацдарм, сопровождая контратаки артиллерийским и миномётным огнём, чем нанесли большие потери советскому десанту, удерживавшему свои позиции более суток.
Оставшись один у пулемёта, получивший два ранения К. К. Олейнюк не вышел из боя, продолжал вести огонь, уничтожив десятки вражеских солдат, и погиб 27 марта 1944 года при отражении очередной контратаки противника.
Как было отмечено командованием в наградном листе, «в этом бою младший сержант Олейнюк показал образцы мужества и стойкости. Отбивая атаки врага, он не отступил ни на шаг и погиб смертью храбрых».
Указом Президиума Верховного Совета СССР от 13 сентября 1944 года гвардии младший сержант Клементий Карпович Олейнюк посмертно удостоен звания Героя Советского Союза и награждён орденом Ленина.
Герой Советского Союза К. К. Олейнюк похоронен в городе  Вознесенск Николаевской области.

## Память

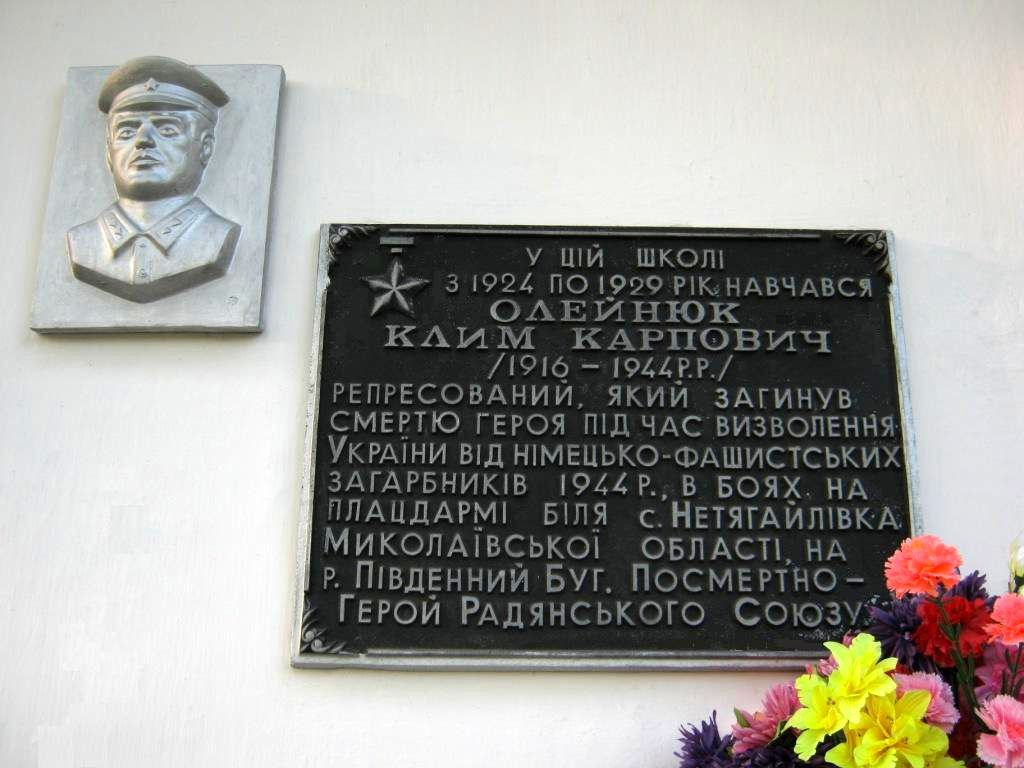
Мемориальная доска в с. Лисичье

- Именем героя названа одна из улиц в селе Лисичье, на здании местной школы в память о нём установлена мемориальная доска.
- Герой Советского Союза К. К. Олейнюк зачислен почётным членом бригады эксплуатации водопроводов Октябрьского района Красноярска.
- Имя «Климентий Олейнюк» носило речное судно, долгие годы использовавшееся на обслуживании водозаборов.
- Мемориальный знак Герою Советского Союза Климентию Карповичу Олейнюку установлен на здании управления компании "КрасКом" (красноярский водопровод) 8 мая 2015 года в честь 70-летия Победы в Великой Отечественной войне.